# Жаданівський Борис Петрович
Жадані́вський Бори́с Петро́вич (нар. 28 квітня (10 травня) 1885, Харків — 27 квітня 1918) — учасник революції 1905—1907 років і боротьби з німецькими військовими частинами в 1918 році в Криму.

## Біографія
Народився в Харкові в сім'ї офіцера. Навчався в Полтавському кадетському корпусі. Закінчив Миколаївське військово-інженерне училище в Санкт-Петербурзі. Від 1905 року служив підпоручиком 5-го понтонного батальйону 3-ї саперної бригади в Києві.

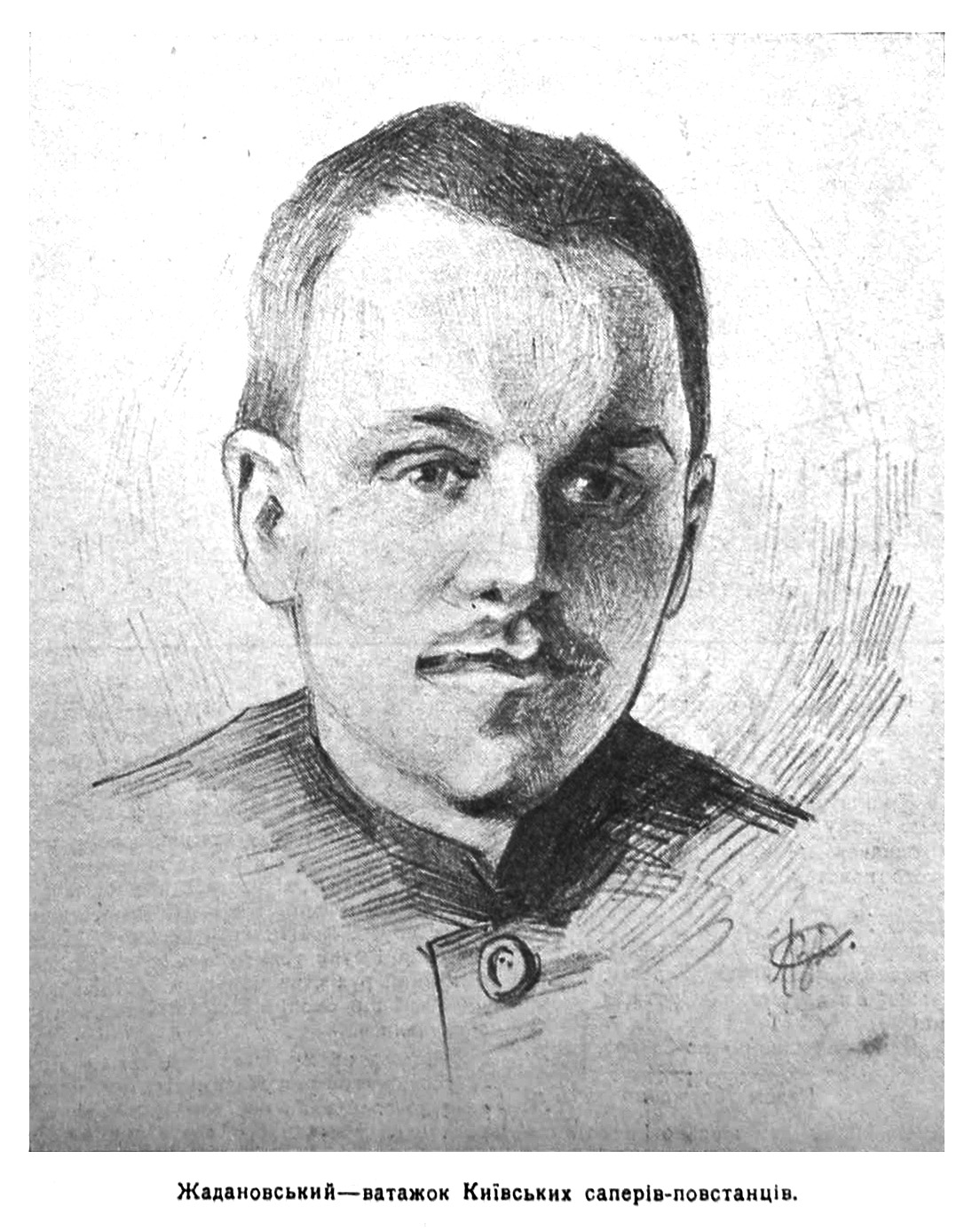
Портрет Бориса Жаданівського у журналі «Глобус», 1925 рік

18 листопада (1 грудня) 1905 року одна з рот батальйону, де служив Жаданівський, відмовилася нести караульну службу, вимагаючи поліпшення харчування та заміни командира. Збурені солдати на чолі з Жаданівським вирішили приєднатися до робітничої демонстрації, що відбувалася в місті. Демонстрація була розстріляна царськими військами. Пораненого Жаданівського врятувала єврейська родина, після чого він переховувався на агрономічній фермі Київського політехнічного інституту. Місцеві жителі видали Жаданівського поліції, і в 1906 році військово-окружний суд засудив його до розстрілу, який було замінено каторгою. По дорозі на каторгу Жаданівський зробив невдалу спробу втекти. Каторгу відбував у Шліссельбурзькій фортеці, згодом був ув'язнений у Смоленській, Орловській, Курській, а від кінця 1913 року — Херсонській тюрмах. Тут він зустрічався і спілкувався з більшовиками, анархістами та есерами. Звільнений після Лютневої революції 1917 згідно з амністією, ухваленою міністром юстиції Тимчасового уряду Олександром Керенським.
Після виходу з тюрми переїхав до Криму для лікування від туберкульозу. В листопаді 1917 року вступив до лав РСДРП(б), обіймав посаду заступника голови Ялтинської ради робітничих депутатів і був головним редактором її друкованого органу «Известия». Навесні 1918 року, під час вступу австро-німецьких військ на територію Української Народної Республіки і в Крим, організував із комуністів, лівих есерів та анархістів «особливий соціалістичний» загін чисельністю до 150 осіб. У бою 27 квітня у 12-14 км на південь від Сімферополя загін був розгромлений у бою чи то із "гайдамаками", чи то із німцями (див. Кримська операція (1918)), в строю залишилося 40 бійців. Жаданівський був поранений у голову осколком снаряду та того ж дня, не приходячи до тями, помер.

## Вшанування пам'яті
У Києві жив на будинку № 5 по Московській вулиці (сучасна Князів Острозьких), де йому було встановлено меморіальну дошку. Дошка — бронза; скульптор Олександр Банников, архітектор Анатолій Сницарев; відкрито 1969 року. На дошці існував напис:

«У цьому будинку в 1905 році жив один з керівників збройного повстання саперів, що відбулось 18 листопада 1905 року, Борис Петрович Жаданівський».

Дошку було демонтовано у 2016 році в ході декомунізації, з огляду на діяльність Б. Жаданівського у 1917–1918 роках.

Колишня меморіальна дошка на будинку по вул. Князів Острозьких, 5
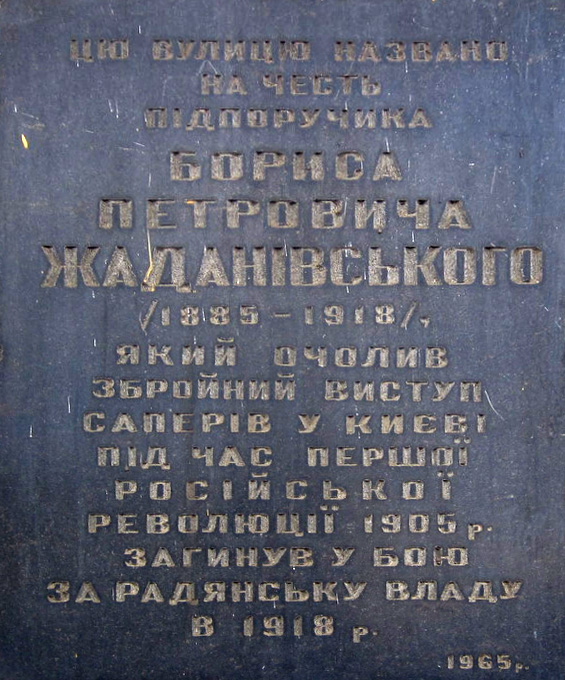
Колишня анотаційна дошка на вул. Жилянській

У 1926—1993 роках у Києві існувала вулиця з назвою на його честь (тепер Жилянська). Нині вулиця Жаданівського існує в містах Ялті і Чугуєві.